# Euphorbia serpens
Euphorbia serpens es una especie de euforbia conocida comúnmente como hierba meona o hierba de la golondrina. Es  nativa de Sudamérica pero puede encontrarse en casi todos los continentes como una especie introducida y a menudo una maleza.

## Características
Hierba anual que forma una estera de tallos postrados, los cuales arraigan en los nudos donde el vástago entra en contacto con la tierra. Las hojas ovaladas se dan en pares dispuestos de forma opuesta, cada hoja mide menos de 1 cm de largo. La inflorescencia es un ciatio con apéndices blancos de bordes curvados semejantes a flores rodeando a la verdadera flor. Una glándula roja de néctar se encuentra en el centro de cada apéndice y en el centro del ciatio hay varias flores masculinas alrededor de una femenina. El fruto es una cápsula esférica lobulada.

## Taxonomía
Euphorbia serpens fue descrita por Carl Sigismund Kunth y publicado en Nova Genera et Species Plantarum (quarto ed.) 2: 52. 1817.
Etimología
Euphorbia: nombre genérico que deriva del médico griego del rey Juba II de Mauritania (52 a 50 a. C. - 23), Euphorbus, en su honor – o en alusión a su gran vientre –  ya que usaba médicamente Euphorbia resinifera. En 1753 Carlos Linneo asignó el nombre a todo el género.
serpens: epíteto latino que significa "rastrera".
Sinonimia
- Anisophyllum emarginatum Klotzsch & Garcke
- Anisophyllum serpens (Kunth) Klotzsch & Garcke
- Chamaesyce biramensis (Urb.) Alain
- Chamaesyce emarginata (Klotzsch & Garcke) Croizat
- Chamaesyce mangletii (Urb.) Alain
- Chamaesyce microclada (Urb.) Alain
- Chamaesyce pileoides (Millsp.) Millsp.
- Chamaesyce radicans Millsp.
- Chamaesyce serpens (Kunth) Small
- Chamaesyce serpens var. montevidensis Croizat
- Euphorbia begoniifolia Lehm.
- Euphorbia biramensis Urb.
- Euphorbia emarginata (Klotzsch & Garcke) Boiss.
- Euphorbia flexicaulis Scheele
- Euphorbia herniarioides Nutt.
- Euphorbia inflexa Urb. & Ekman
- Euphorbia mangletii Urb.
- Euphorbia microclada Urb.
- Euphorbia minutiflora N.E.Br.
- Euphorbia orbiculata var. jawaharii Rajagopal & Panigrahi
- Euphorbia pileoides Millsp.
- Euphorbia radicans Moric. ex Klotzsch & Garcke[6]